# José Alfredo Jiménez
José Alfredo Jiménez Sandoval (Dolores Hidalgo, 9 januari 1926 - Mexico-Stad, 23 november 1973) was een Mexicaans singer-songwriter die vooral bekend werd vanwege zijn rancheraliederen.
Jiménez werd geboren in de deelstaat Guanajuato, maar toen hij acht was verhuisde zijn familie naar Mexico-Stad, waar hij zijn eerste liederen schreef. Jiménez was niet opgeleid als musicus en was niet bekend met veel muzikale termen. Volgens Miguel Aceves Mejía speelde hij zelfs geen muziekinstrument, hoewel hij in werkelijkheid waarschijnlijk wel gitaar speelde. Desalniettemin schreef hij meer dan 200 liederen, waaronder Ella, El Rey, Media vuelta, El jinete, Si nos dejan, Cuando el destino, El caballo blanco, Llego borracho el borracho, Que te vaya bonito en vooral Camino de Guanajuato, waarin hij over zijn thuisstaat zong.
Jiménez overleed in 1973. Als laatste lied nam hij Gracias op waarin hij zijn publiek bedankte. Zijn liederen worden gezien als onderdeel van het Mexicaanse culturele erfgoed, en worden nog steeds door vele muzikanten uit de Spaanstalige wereld gezongen.
De graftombe van Jiménez in Dolores Hidalgo is een toeristische bestemming.
- Biblioteca Nacional de España: XX838703
- Bibliothèque nationale de France: cb148385063 (data)
- Gemeinsame Normdatei: 129469149
- International Standard Name Identifier: 0000 0000 8395 7465
- Library of Congress Control Number: n92110248
- Nationale Bibliotheek van Letland: 000079020
- MusicBrainz: c02be87c-adc4-4c34-afb3-900393050727
- Nationale Bibliotheek van Israël: 987007321811605171
- Istituto Centrale per il Catalogo Unico: ATMV000318
- Système universitaire de documentation: 058610251
- Virtual International Authority File: 76582730
- WorldCat: E39PBJvCTdYV9B3h6bdmjdHV4q